# Raul Jadyimba

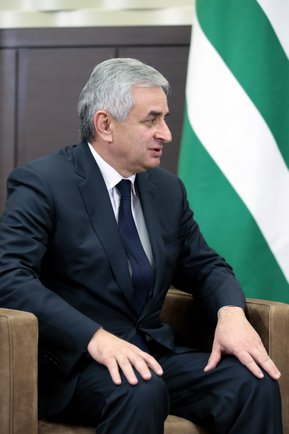
Raul Jadyimba

Raul Jadyimba (en abjasio: Рауль Џьумка-иҧа Ҳаџьымба, Tkvarcheli, 21 de marzo de 1958) es un político abjasio/georgiano. Fue el presidente de la República de Abjasia desde el 25 de septiembre de 2014 hasta el 12 de enero de 2020, tras anularse los resultados de las elecciones presidenciales celebradas en septiembre de 2019. También presidió el Foro por la Unidad Nacional de Abjasia entre 2010 y 2015. También fue vicepresidente de la República entre 2005 y 2009, y fue presidente interino tras la muerte de su anterior presidente Sergei Bagapsh. Primer ministro entre 2003 y 2004,  Ministro de Defensa entre 2002 y 2003. También se presentó a presidente en las elecciones de 2004, 2009 y 2011.
Anteriormente fue el vicepresidente de la República, entre 2005 y 2009, y fue el presidente interino de esa república, tras la muerte de su anterior presidente Sergei Bagapsh en Rusia. Fue elegido para su cargo el 12 de febrero de 2005, como resultado del acuerdo para compartir el poder con su adversario Sergei Bagapsh, que había perdido las elecciones presidenciales de 2004-2005. 
Fue partidario de una estrecha cooperación política y militar con Rusia, y de mantener la línea dura en instancias diplomáticas con el gobierno de Georgia y los países occidentales.

## Biografía
Antiguo agente del KGB, Jadyimba había sido tanto vice primer ministro entre 2001 y 2002, y ministro de defensa entre 2002 y 2003, antes de suceder a Gennady Gagulia como primer ministro el 22 de abril de 2003. Siguió siendo primer ministro hasta octubre de 2004. También fue con anterioridad jefe del Servicio de Seguridad de Abjasia entre 1999 a 2001.
El entonces presidente Vladislav Ardzinba estaba gravemente enfermo y no aparecía en público durante su mandato, y Jadyimba ejercía como jefe de Estado de facto en su ausencia. En su papel, tuvo numerosos encuentro con líderes políticos, incluyendo Ígor Ivánov, ministro de exteriores de Rusia. Fue un duro oponente a la reunificación con Georgia, y vehemente condenó la propuesta de federación do dos estados del presidente georgiano Mijeíl Saakashvili en mayo de 2004.
Jadyimba fue calificado como el favorito para ganar las elecciones de octubre de 2004, y fue respaldado fuertemente tanto por el presidente saliente Ardzinba como por el presidente ruso Vladímir Putin. Ambos hombres hicieron campaña en su apoyo y dedicaron significativos recursos en ayuda de la campaña de Jadyimba. Sin embargo, el candidato opositor Sergei Bagapsh alcanzó más votos el día de las elecciones, que ampliamente se atribuyó a un espaldarazo contra la fuerte influencia rusa en la campaña.
Después de las elecciones, tanto Bagapsh como Jadyimba reclamaron la victoria, con Jadyimba alegando fraude electoral en el pro-Bagapsh distrito de Gali, que fue el que hizo ganar las elecciones a Bagapsh. Ardzinba pronto destituyó a Jadyimba como primer ministro, reemplazándolo por un candidato de compromiso, Nodar Khashba, siguiéndole dos meses de disputas, con manifestaciones públicas, procedimientos judiciales y procedimientos parlamentarios.
En diciembre de 2004, Jadyimba y Bagapsh llegaron a un acuerdo para formar una única candidatura en la repetición de las elecciones, como Bagapsh como presidente y Jadyimba como vicepresidente. Como parte del trato, el puesto de vicepresidente se le dio mayores atribuciones, incluyendo defensa y relaciones exteriores. La candidatura unificada ganó la repetición de las elecciones, con más de un 90% de los votos.
Sin embargo, en las postrimerías de la victoria electoral, muchos analistas sugirieron que la autoridad ejecutiva de Jadyimba estaba limitada bajo el nuevo acuerdo, con Bagapsh y su primer ministro, Alexander Ankvab, mantenían la última palabra en los temas nominalmente asignados al vicepresidente.
La controversia surgió nuevamente en junio de 2008, cuando Jadyimba asistió al congreso de la organización Aruaa, de la que es miembro. El congreso emitió una conclusión criticando la administración de Bagapsh por su "política exterior multi-vector", refiriéndose a las conversaciones con diplomáticos georgianos y occidentales, y reclamó mayores lazos con Rusia. Los políticos pro-Bagapsh del Amtsajara, describieron las críticas de Kadyimba al gobierno, del que era vicepresidente, de "inmorales". Un mes después, Jadyimba reiteró su postura contraria a la política exterior de Bagapsh, afirmando que solo Rusia podría proteger a Abjasia, y el uso de la fuerza era inevitable para tomar el control del alto Valle Kodori, zona al noreste de Abjasia bajo control georgiano. El valle Kodori permaneció bajo el control georgiano hasta agosto de 2008, cuando fue tomado por las fuerzas abjasias en la Batalla del valle Kodori.